# 东阿尔高县
东阿尔高县（德語：Landkreis Ostallgäu）是德国巴伐利亚州的一个县，隶属于施瓦本行政区，首府马克特奥伯多夫。

## 華語譯名
由於兩岸對於德國行政區「Landkreis」翻譯的不同，台灣稱為「東阿爾高郡」；中國大陸稱為「东阿尔高县」。

## 地理
东阿尔高县北面与下阿尔高县和奥格斯堡县，东面与莱希河畔兰茨贝格县、魏尔海姆-雄高县和加米施-帕滕基兴县，南面与奥地利的蒂罗尔州，西面与上阿尔高县相邻，考夫博伊伦市完全被东阿尔高县包围在内。